# Мишкич, Даниел
Даниел Мишкич (хорв. Danijel Miškić; 11 октября 1993, Ново-Место, Словения) — хорватский футболист, полузащитник.

## Клубная карьера

### Карьера в Хорватии (2011-2013)
Воспитанник хорватских клубов «Кроация» (Сесвете) и «Динамо» (Загреб). В 2011 году начал взрослую карьеру, выступая на правах аренды за «Радник» (Сесвете) во втором хорватском дивизионе. В 2013 году перешёл в загребский клуб «Локомотива», но за половину сезона сыграл только один матч в высшем дивизионе Хорватии — 22 июля 2013 года в игре против «Осиека» вышел на замену на 70-й минуте вместо Филипа Мрзляка.

### Карьера в Словении (2014-2018)
В начале 2014 года перешёл в словенский клуб «Целе», в его составе провёл 68 матчей и забил 8 голов в высшем дивизионе Словении. Летом 2016 года перешёл в другой словенский клуб — «Олимпия» (Любляна), где сыграл 45 матчей и забил 7 голов.

### «Оренбург»
10 августа 2018 года Даниель Мишкич перешёл в российский клуб «Оренбург». Дебютировал в премьер-лиге 12 августа 2018 года в матче против московского «Локомотива», заменив на 59-й минуте Никиту Малярова. За два сезона Даниел принял участие в 52 матчах в составе оренбуржцев и забил 1 гол в ворота «Уфы».

### «Урал»

#### Сезон 2020/21
13 августа 2020 года перешёл в «Урал». 15 августа 2020 года в матче чемпионата России против «Рубина» (1:1) Мишкич, выйдя на замену на 71-й минуте, дебютировал за новый клуб. 19 сентября 2020 года в матче чемпионата России против «Зенита» (1:1) хорват отметился первым результативным действием за «Урал», отдав голевую передачу на Андрея Панюкова.

#### Сезон 2021/22
В октябре 2021 года полузащитник получил травму, из-за которой пропустил 9 матчей в сезоне. 26 февраля 2022 года в матче чемпионата России против «Нижнего Новгорода» (1:0) Мишкич впервые после травмы появился на поле, выйдя в стартовом составе. 23 апреля в матче чемпионата России против «Уфы» (2:1) Даниэль забил дебютный гол за «Урал».

#### Сезон 2022/23
1 октября 2022 года в матче чемпионата России «Урал» одержал победу над «Локомотивом» со счетом 2:4, а Мишкич впервые вывел команду на поле в качестве капитана. 6 августа 2022 года в матче чемпионата России против «Спартака» (0:2) Даниель Мишкич провёл свой 100-й матч в РПЛ. 6 ноября 2022 года в матче против «Локомотива» хорват получил перелом лицевой кости и сотрясение мозга.
По завершении сезона «Урал» с Мишкичем расположился на 11-й строчке турнирной таблицы чемпионата России. Команда также успешно выступила в Кубке России, дойдя до финала «Пути РПЛ», однако по сумме двух встреч уступила ЦСКА со счетом 3:2. Кроме того, «Урал» принял участие во втором этапе финала «Пути регионов», где их ждала неудача в матче с «Краснодаром» (2:1).
В мае 2023 года Даниель Мишкич продлил контракт с «Уралом».

#### Сезон 2023/24
Перед началом сезона 2023/24 сменил игровой номер с 19-го на 8-й, который освободился после ухода из команды Романа Емельянова. 24 сентября 2023 года в матче чемпионата России против «Краснодара» (2:0) Даниель Мишкич провёл свой 100-й матч в составе «Урала».
По итогу сезона «Урал» с Мишкичем финишировал 14-м в РПЛ, что вынудило команду участвовать в стыковых матчах. Однако, проиграв «Акрону» по сумме двух игр со счетом 3:2, «Урал» покинул высший дивизион.

#### Сезон 2024/25
Перед началом сезона хорватский полузащитник стал вице-капитаном команды. В апреле 2025 года Даниель получил травму колена и выбыл до конца сезона. 14 июля 2025 года покинул «Урал» из-за окончания контракта.

## Карьера в сборной
Выступал за юношеские и молодёжную сборные Хорватии. Участник юношеского чемпионат Европы по футболу 2012 года, где Хорватия не вышла из группы, набрав 4 очка. Мишкич принял участие во всех матчах турнира. Принимал участие в молодёжном чемпионате мира 2013 года, где Хорватия вышла в 1/8 финала, выходил на поле в двух матчах — против Новой Зеландии в группе и против Чили на стадии 1/8 финала.

## Статистика
| Выступление       | Выступление      | Выступление      | Чемпионат | Чемпионат | Кубки | Кубки | Еврокубки | Еврокубки | Другие | Другие | Итого | Итого |
| Клуб              | Лига             | Сезон            | Игры      | Голы      | Игры  | Голы  | Игры      | Голы      | Игры   | Голы   | Игры  | Голы  |
| ----------------- | ---------------- | ---------------- | --------- | --------- | ----- | ----- | --------- | --------- | ------ | ------ | ----- | ----- |
| Радник (Сесвете)  | Вторая лига      | 2011/12          | 14        | 0         | 0     | 0     | —         | —         | —      | —      | 14    | 0     |
| Радник (Сесвете)  | Вторая лига      | 2012/13          | 25        | 0         | 0     | 0     | —         | —         | —      | —      | 25    | 0     |
| Радник (Сесвете)  | Итого            | Итого            | 39        | 0         | 0     | 0     | —         | —         | —      | —      | 39    | 0     |
| Локомотива        | ХФЛ              | 2013/14          | 1         | 0         | 0     | 0     | 1         | 0         | —      | —      | 2     | 0     |
| Локомотива        | Итого            | Итого            | 1         | 0         | 0     | 0     | 1         | 0         | —      | —      | 2     | 0     |
| Целе              | ПрваЛига         | 2013/14          | 12        | 0         | 0     | 0     | —         | —         | —      | —      | 12    | 0     |
| Целе              | ПрваЛига         | 2014/15          | 30        | 7         | 6     | 1     | —         | —         | —      | —      | 36    | 8     |
| Целе              | ПрваЛига         | 2015/16          | 24        | 1         | 6     | 0     | 2         | 0         | —      | —      | 32    | 1     |
| Целе              | ПрваЛига         | 2016/17          | 2         | 0         | 0     | 0     | —         | —         | —      | —      | 2     | 0     |
| Целе              | Итого            | Итого            | 68        | 8         | 12    | 1     | 2         | 0         | —      | —      | 82    | 9     |
| Олимпия (Любляна) | ПрваЛига         | 2016/17          | 24        | 4         | 4     | 0     | —         | —         | —      | —      | 28    | 4     |
| Олимпия (Любляна) | ПрваЛига         | 2017/18          | 20        | 3         | 3     | 1     | 2         | 0         | —      | —      | 25    | 4     |
| Олимпия (Любляна) | ПрваЛига         | 2018/19          | 1         | 0         | 0     | 0     | 2         | 0         | —      | —      | 3     | 0     |
| Олимпия (Любляна) | Итого            | Итого            | 45        | 7         | 7     | 1     | 4         | 0         | —      | —      | 56    | 8     |
| Оренбург          | Премьер-лига     | 2018/19          | 27        | 1         | 3     | 0     | —         | —         | —      | —      | 30    | 1     |
| Оренбург          | Премьер-лига     | 2019/20          | 22        | 0         | 0     | 0     | —         | —         | —      | —      | 22    | 0     |
| Оренбург          | Итого            | Итого            | 49        | 1         | 3     | 0     | —         | —         | —      | —      | 52    | 1     |
| Урал              | Премьер-лига     | 2020/21          | 26        | 0         | 3     | 0     | —         | —         | —      | —      | 29    | 0     |
| Урал              | Премьер-лига     | 2021/21          | 21        | 3         | 0     | 0     | —         | —         | —      | —      | 21    | 3     |
| Урал              | Премьер-лига     | 2022/23          | 27        | 3         | 10    | 0     | —         | —         | —      | —      | 37    | 3     |
| Урал              | Премьер-лига     | 2023/24          | 26        | 3         | 7     | 0     | —         | —         | 2      | 0      | 35    | 3     |
| Урал              | Первая лига      | 2024/25          | 19        | 2         | 1     | 0     | —         | —         | —      | —      | 20    | 2     |
| Урал              | Итого            | Итого            | 119       | 11        | 21    | 0     | —         | —         | 2      | 0      | 142   | 11    |
| Всего за карьеру  | Всего за карьеру | Всего за карьеру | 321       | 27        | 43    | 2     | 7         | 0         | 2      | 0      | 373   | 29    |

1. ↑  Кубок Словении, Кубок России.
2. ↑  Квалификация Лиги Чемпионов УЕФА, Квалификация Лиги Европы УЕФА.
3. ↑  Переходные матчи РПЛ.

## Достижения
«Олимпия» (Любляна)
- Чемпион Словении: 2017/18
- Обладатель Кубка Словении: 2017/18

## Личная жизнь
Жена — Мирьяна. В семье трое детей — два мальчика и девочка.